# Grinde (Bootstyp)

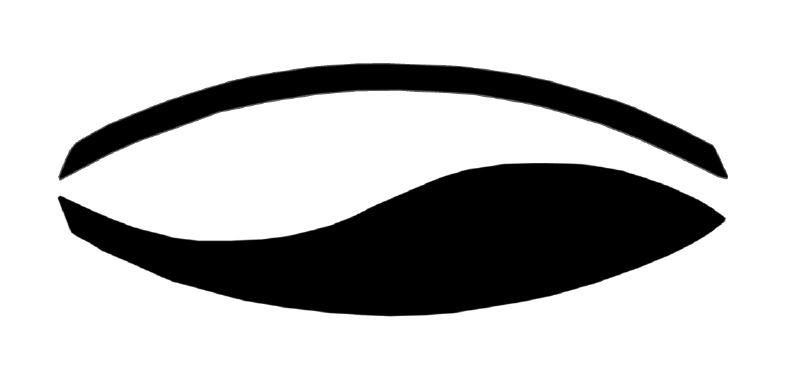
Eine Grinde in der Lübecker Bucht

Die Grinde ist ein hochseetüchtiges Segelboot, dessen Kielform an den Rücken und die Finne eines Wals erinnert.

## Geschichte
Der Ursprung der Grinde ist wohl im 1969 von dem Dänen Peter Bruun konstruierten kleinen Schwesterboot, dem Spaekhugger, zu sehen. Diesem überaus erfolgreichen Boot folgte 1972 der seltene große Kaskelot. 1974 brachte der damals 24-jährige Konstrukteur Peter Bruun den Prototyp der Grinde ins Wasser.
1975 begann der Serienbau der Grinde auf der Flipper Scow Werft, wo auch die Mehrzahl der Boote gebaut wurde. Die meisten Boote stammen aus den Jahrgängen 1976–78 (ca. bis Seriennummer 380). 1979 übernahm Peter Bruun die Produktion und die Werft hieß fortan Peter Bruun Baadebyggeri. Es wurden im Laufe der Jahre immer weniger Boote gebaut: 1982 verzeichnet die Seriennummer 444, das Jahr 1984 die 465. Die letzte werftgebaute Grinde stammt aus dem Jahr 1989 und hat die Seriennummer 481.
Die höchste und allerletzte Baunummer 482 trägt eine selbstausgebaute Grinde von 1989.
85 % der Boote sind Werftbauten, die restlichen 15 % sind selbstausgebaute Boote.
In der Serie gab es nicht viele Modifikationen: Der Wasserablauf der Vorderluke wurde vom Schlauch zur Rinne (ab 1978) geändert, einige wenige Boote wurden mit Dinetteneinrichtung (U-Sofa) gebaut.

## Bauweise
Die von Peter Bruun gezeichnete Grinde ist ein Spitzgatter mit Löffelbug in GFK-Bauweise. Der Rumpf ist im Handauflegeverfahren massiv mit Isophthalsäureharz laminiert und hat unter Wasser eine Laminatstärke von 16 Schichten und über Wasser eine Laminatstärke von zehn Schichten. Das Deckslaminat ist in Sandwichbauweise mit Balsaholzkern ausgeführt. Sie hat einen durchgehenden Steckmast mit nur einer Saling. Als Hilfsantrieb kam ursprünglich ein Bootsdiesel vom Typ Bukh DV10 mit 10 PS zum Einsatz, später ein Yanmar 2GM20 mit 18 PS. Die Rumpfgeschwindigkeit von 6,7 kn erreicht die Grinde mit 14,5 PS.

## Der Salon
Die Grinde verfügt über einen enormen Platz unter Deck. Die große Breite von 3,12 m im Salonbereich ermöglichte in der Standardversion den Einbau von sieben Kojen und einen für die Zeit geräumigen Pantrybereich mit Kühlbox, zweiflammigem Kocher und großem Küchenschrank sowie einen sehr komfortablen Navigationsbereich. Sehr geringe Überhänge machten es möglich, nahezu die gesamte Rumpflänge zu nutzen.
Die Grinde wirkt daher unter Deck wie ein 10-m-Boot. Die Stehhöhe von 1,80 m im Vorschiff und 1,85 m im Salon unterstreicht diesen Eindruck. Die Salonkojen haben eine Länge von 1,90 m und sind als Längs- oder U-Sofa eingebaut worden. Die extragroße Hundekoje hat eine Länge von 2,20 m bei einer Schulterbreite von etwa 1 m. Zwei Lotsenkojen ermöglichen in der Ur-Version für die Nachtfahrt einen sicheren Schlaf.

## Das Vorschiff
Die Grinde verfügt entgegen dem heutigen Standard über keinen abgeschlossenen Toilettenraum. Es ist nur eine Abtrennung zum Salon möglich. Dies ist in manchen Situationen sicherlich als Nachteil zu betrachten, ermöglichte aber den Einbau eines sehr großen Vorschiffsdreiecks von 2 m × 1,80 m. Es sind ein Niro-Waschbecken mit Fußpumpe, geräumige Ablagen unter dem Waschtisch, ein großer Wandschrank, ein hoher Kleiderschrank hinter der Toilette, zwei große Segelkisten unter den Vorschiffskojen und ein Ankerkasten im Bug vorhanden. Als besonders praktisch und seegerecht erweist sich das große Vorluk, das ein gefahrloses Segelwechseln auch bei Sturm ermöglicht.

## Segeleigenschaften
Ihre Segeleigenschaften sind es im Besonderen, die die Grinde zu einem so begehrten wie bekannten Boot gemacht haben. Dank des relativ modernen Unterwasserschiffes sind die Segeleigenschaften im Vergleich zu anderen Familienbooten dieser Baujahre bzw. Größe sehr gut. Die Grinde erreicht überdurchschnittliche Geschwindigkeiten auf allen Kursen und läuft eine sehr gute Höhe am Wind. Sie ist schnell, steif, kann viel Wind vertragen und ist dabei immer sicher zu segeln. Mit ihrer Segeltragzahl von 4,72 liegt sie klar im Performance-Bereich.